# Сбой в работе Facebook (2021)

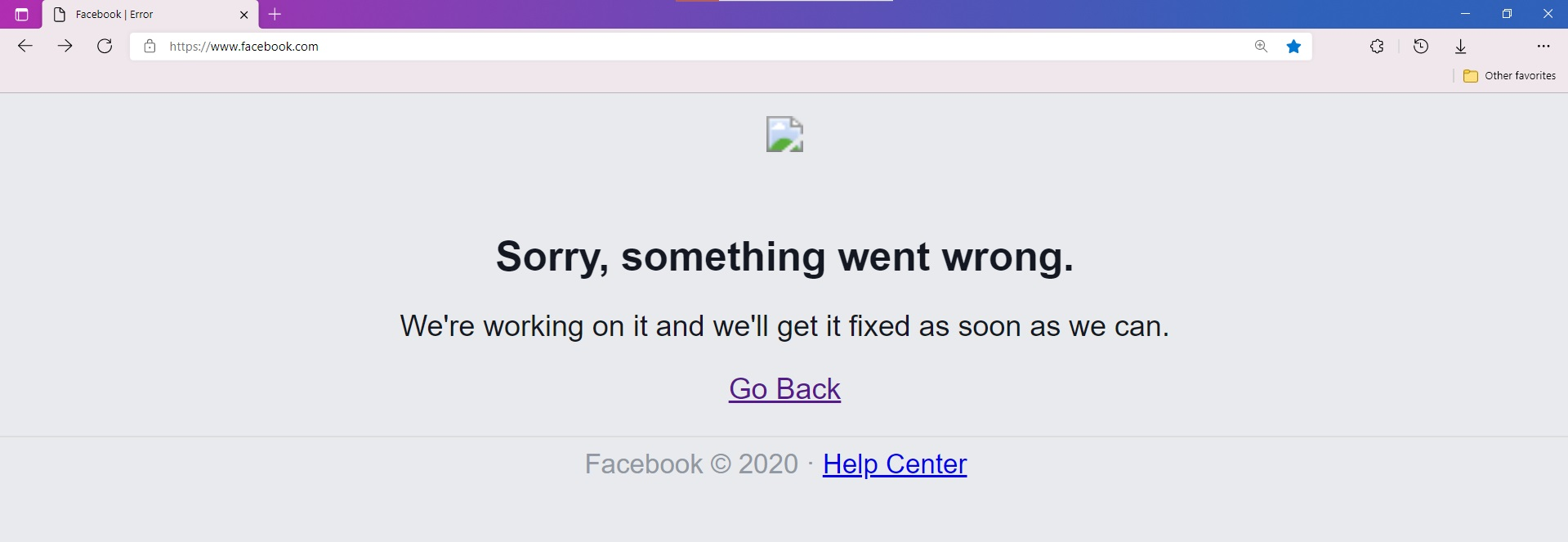
Страница Facebook во время сбоя

Сбой в работе Facebook — крупный сбой, произошедший в работе американской социальной сети Facebook и ряда дочерних программ (Facebook Messenger, Instagram, WhatsApp, Oculus 4 октября 2021 года в 15:40 UTC. Работа сервисов была прекращена более чем на 7 часов.
Сложившаяся ситуация привела к массовому использованию пользователями других программ (таких, как Discord, Twitter, Google, TikTok, Telegram, YouTube, Roblox, Netflix, Zoom и Viber), которые из-за перегрузки также прекратили работу или потерпели сбои в работе.
Из-за сбоя пользователи не могли зарегистрироваться или войти в аккаунт.
Причиной сбоя послужила потеря IP-маршрутизации к серверам доменных имен Facebook (DNS).
Службы DNS снова стали доступны в 21:05 UTC, но по состоянию на 22:00 UTC, Facebook сообщил, что сервисы прикладного уровня медленно восстанавливаются в Facebook, Instagram и WhatsApp после более чем семичасового сбоя.
По последствиям, сбой был признан крупнейшим в Facebook с 2008 года.

## Причины

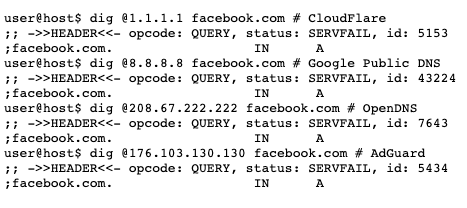
Основные распознаватели DNS возвращают Facebook ошибку SERVFAIL

Эксперты по безопасности определили проблему как удаление протоколом пограничного шлюза префиксов IP-адресов, на которых размещались серверы доменных имен Facebook, что сделало невозможным для пользователей разрешать имена Facebook и связанных доменов и обращаться к службам поддержки.
Эффект был замечен во всём мире, например, швейцарский интернет-провайдер Init7 зафиксировал резкое падение интернет-трафика на серверы Facebook после изменения протокола пограничного шлюза. Cloudflare сообщил, что около 15:40 UTC Facebook произвел значительное количество обновлений BGP, объявив об удалении маршрутизации к своим серверам.
В то же время DNS-серверы Facebook отключились. К 15:50 по Гринвичу после распространения обновлений маршрута доменное имя Facebook стало недоступно на преобразователе DNS Cloudflare. Примерно в 21:00 UTC Facebook возобновил анонсирование обновлений BGP, а доменное имя Facebook снова стало доступным в 21:20 UTC.
Примерно в 22:45 UTC Facebook и связанные с ним серверы вновь подключились к сети.
Маршрутизация по протоколу пограничного шлюза BGP была восстановлена для затронутых префиксов примерно в 20:50, а службы DNS снова стали доступны в 21:05 по всемирному координированному времени. Службы прикладного уровня постепенно восстанавливались в Facebook, Instagram и WhatsApp час спустя, при этом в общей сложности отключение длилось более семи часов.

## Последствия

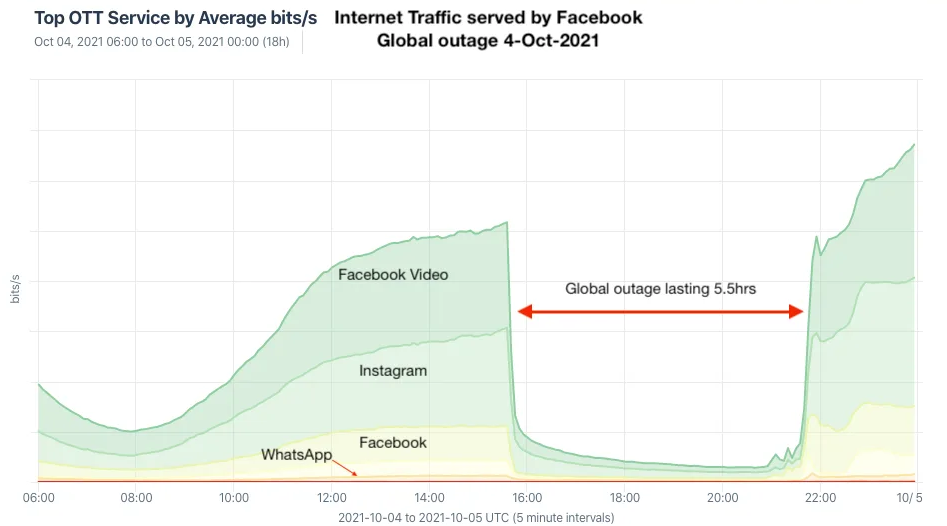
Снижение интернет-трафика в сервисах Facebook во время сбоя

Из-за сбоя внутренняя коммуникация Facebook была отключена, сотрудники не могли отправлять или получать внешние электронные письма, получать доступ к корпоративному каталогу и аутентифицироваться в некоторых службах Google Docs и Zoom.
В The New York Times сообщили, что сотрудники не могли попасть в здания и конференц-залы со своими пропусками. Для доступа к серверам приходилось распиливать двери, защищённые электронными замками, используя болгарку.
Сайт Downdetector, который отслеживает сбои в работе сайтов, зафиксировал десятки тысяч инцидентов по всему миру.
Стив Гибсон, исследователь интернет-безопасности, сказал, что «обычное обновление BGP пошло не так», что заблокировало «людей с удалённым доступом» к серверам, чтобы исправить ошибку, а люди с физическим доступом не имеют полномочий на исправление ошибки.
Сбой был признан крупнейшим в Facebook с 2008 года.
В день отключения акции Facebook упали на 4,89 %, Twitter — на 5,79 %, Alphabet — на 2,11 %, Amazon — на 2,85 %.
Состояние генерального директора Facebook Марка Цукерберга упало на 6,6 миллиарда долларов.
Пользователи Twitter и Telegram сообщили о замедлении времени отклика, которое, как считается, вызвано людьми, которые пользуются услугами Facebook, но во время сбоя перешли на другие сервисы.
Компания Angara, специализирующаяся на информационной безопасности, сообщила, что сбой в работе Facebook стоил российской экономике около 70 миллионов рублей в час.
49 % пользователей сайта Bank of America сообщил о проблемах при выполнении операций.

## Реакция
- Главный технический директор Facebook Майк Шрёпфер написал извинения после того, как время простоя увеличилось до нескольких часов, сказав: «Команды работают как можно быстрее, чтобы отладить и восстановить как можно быстрее»[26][30].
- Представитель США Александрия Окасио-Кортес написала в Twitter о сбое, прося людей делиться «основанными на фактах» историями в Twitter, высмеивая репутацию Facebook в распространении фактов сомнительного содержания[18][31].
- Twitter и Reddit также разместили в своих официальных аккаунтах твиты, высмеивающие отключение[18].